# Red.es
Red.es és una entitat pública empresarial espanyola depenent de la Secretaria d'Estat per a la Societat de la Informació i l'Agenda Digital. La seva principal fi és executar determinats projectes per a l'impuls de la societat de la informació interactuant amb Comunitats Autònomes, Diputacions, Entitats Locals i el sector privat en matèria de Tecnologies de la Informació i la Comunicació (TIC).

## Actuació
Red.es té l'objectiu de fomentar i desenvolupar la Societat de la Informació a Espanya d'acord amb les iniciatives del Pla Avanza i el Pla Avança 2, per aconseguir la convergència tecnològica amb Europa i entre les Comunitats Autònomes. Per aconseguir aquest objectiu, executa projectes definits en l'estratègia de la Secretaria d'Estat de Telecomunicacions i per a la Societat de la Informació (SETSI), treballant conjuntament amb les administracions locals i el sector privat, fent un gran esforç en diferents àmbits com són:
- Fomentar l'ús de les Tecnologies de la Informació i la Comunicació (TIC).
- Incrementar la competitivitat i el creixement econòmic.
- Millorar la qualitat de vida dels ciutadans.
- Evitar el risc d'exclusió digital, promovent la igualtat social i regional.

Aquesta entitat pública intenta seguir la línia d'altres nacions capdavanteres en l'àmbit de les telecomunicacions, promovent l'ús de les TIC a través de la xarxa. Per a això s'han desenvolupat diferents iniciatives a través del Pla Avanza que han suposat importants casos d'èxit en matèria de TIC que actualment estan sent observats per altres països europeus, com pot ser el desenvolupament de les ICT, de la TDT i dels serveis de llar digital, Ciutats Digitals i accés a les Tics per a col·lectius especials de ciutadans. Això ho ha promogut Red.es en el marc de la seva participació com a oficina tècnica de la ponència de disseny del Pla Avanza dins del Consell Assessor de Telecomunicacions.

## Línies d'actuació del Pla Avanza 2
- Desenvolupament del sector TIC (Pimes): Recolzar a les empreses que desenvolupin nous productes i serveis amb elevat component TIC i promoure la participació industrial espanyola en la construcció de la Internet del Futur, amb especial atenció als continguts digitals.

- Serveis Públics Digitals: Impulsar el desenvolupament i la implantació de la Societat de la Informació millorant la prestació dels serveis públics electrònics al ciutadà i les empreses mitjançant l'ús de les TIC.

- Infraestructura: Completar la transició a la Televisió Digital Terrestre. Millorar l'abast i velocitat de la Banda ampla en zones rurals i aïllades. Oferir a la comunitat científica millors xarxes de comunicacions, aplicacions i serveis.

- Capacitació Ciutadans / pimes: Fomentar l'accés i l'ús de les noves tecnologies tant per part dels ciutadans com per part de les Pimes.

- Confiança, seguretat i accessibilitat: Generar confiança en les TIC, tant en els ciutadans com en les empreses, a través de polítiques públiques de seguretat de la informació.

## Programes
Alguns dels programes que executa red.es compten amb finançament procedent dels fons FEDER dels Programes Operatius FEDER, que pretenen donar un fort impuls a la disponibilitat i utilització de les telecomunicacions i les tecnologies de la informació, engegant serveis i desplegant infraestructures de xarxes i accés a Internet de banda ampla en els àmbits de major necessitat i proximitat al ciutadans (com per exemple, escoles, biblioteques, entorns rurals…), així com creant continguts digitals i implementant serveis que facilitin l'accés dels ciutadans a la Societat de la Informació i el Coneixement. Amb l'execució d'aquests programes es pretén que tots els ciutadans tinguin accés a la Societat de la Informació, adquireixin els coneixements necessaris per exercir aquest accés i trobin serveis i continguts d'utilitat per a la seva vida quotidiana.
- Red.es gestiona RedIRIS la xarxa de comunicacions avançada de les universitats i centres públics de recerca espanyols, que permet que aquests disposin de la connectivitat i serveis de xarxa necessaris per col·laborar de forma remota amb centres situats en diferents ciutats i països. RedIRIS presta a més diversos serveis telemàtics a les seves institucions afiliades (mobilitat, autenticació, llistes de distribució, seguretat, grid, multimèdia, organització d'esdeveniments, etc.)[3]

- Així mateix, amb la finalitat de disposar de tota la informació necessària per a la presa de decisions correctes en l'àmbit de la Societat de la Informació, així com per a l'estudi dels indicadors que adonin de la seva labor tant davant els ciutadans espanyols com davant les autoritats de la Unió Europea, red.es gestiona l'Observatori de les Telecomunicacions i de la Societat de la Informació (ONTSI), òrgan col·legiat de caràcter consultiu adscrit a l'Entitat Pública Empresarial, els estudis generals de la qual i sectorials, així com una àmplia selecció d'indicadors, es publiquen regularment.

- A més, red.es té encomanada la gestió de registre dels noms de domini sota el codi ".es", d'acord amb la política de registres que determini la Secretaria d'Estat de Telecomunicacions i per a la Societat de la Informació. Dins del marc de la gestió del ".es" s'impulsa la presència digital a Internet dels ciutadans, les empreses i les administracions públiques.